# Пол Стамец
Пол Едвард Стамец (англ. Paul Edward Stamets; 17 липня 1955) — американський міколог, автор і адвокат біоремедіації та використання грибів у медичних цілях.

## Біографія
Пол Стамец народився в Колумбіані (штат Огайо, США) — провінційному містечку, яке він сам описував, як ультраконсервативне. Виріс разом зі старшим братом Джоном і молодшими суродженцями Біллом, Ліллі та Нортом. 
Навчався в Мерсерсбурзькій академії в Мерсерсбурзі (штат Пенсільванія) з 1969 по 1973 рік, у Коледжі Кенйона в 1974 році (в 19-річному віці), і 1979 року став здобув ступінь бакалавра в Коледжі Вічнозеленого штату (Олімпія, штат Вашинґтон). 
З дитинства вивчав бойові мистецтва і здобув чорний пояс із тхеквондо в 1979 році. 1994 року здобув чорний пояс із хварандо.
Пол Стамец стверджує, що вплив щодо мікології на нього справив його старший брат Джон — професійний фотограф і лектор. Пол заявляв: «Він надихнув мене на шлях до галузі мікології після його подорожей до Мексики та Колумбії в пошуках магічних грибів» у 1970-х роках.
Пол Стамец одружений із С. Дасті Яо і має двох дітей від попереднього шлюбу, їхні імена — Аз і Ладена Стамец.

## Книги
- Stamets P. Psilocybe Mushrooms & Their Allies. — Homestead Book Company, 1978. — ISBN 0-930180-03-8.
- Stamets P., Chilton J. S. The Mushroom Cultivator: A Practical Guide to Growing Mushrooms at Home. — Agarikon Press, 1983. — ISBN 9780961079802.
- Stamets P. Growing Gourmet and Medicinal Mushrooms. — 1996. — ISBN 1-58008-175-4.
- Stamets P. Psilocybin Mushrooms of the World. — 1996. — ISBN 0-89815-839-7.
- Stamets P., Yao C. D. MycoMedicinals: An Informational Treatise on Mushrooms. — 1999. — ISBN 0-9637971-9-0.
- Stamets P. Mycelium Running: How Mushrooms Can Help Save the World. — 2005. — ISBN 1-58008-579-2.